# Едріан Кармак
Е́дріан Ка́рмак (народився 5 травня 1969 року) — один із чотирьох засновників компанії id Software, поруч з Томом Холлом, Джоном Ромеро та Джоном Кармаком, його однопрізвищник. Едріан також працював у компанії як художник, і брав участь у роботі над майже всіма іграми компанії. До свого звільнення з компанії, володів 41 % її акцій.
Також відомий як творець терміна «джибси».